# Pharacocerus sessor
Pharacocerus sessor är en spindelart som beskrevs av Simon 1902. Pharacocerus sessor ingår i släktet Pharacocerus och familjen hoppspindlar. Inga underarter finns listade i Catalogue of Life.